# クレオパトラの魔宝
『クレオパトラの魔宝』（クレオパトラのまほう）は、スクウェア（現スクウェア・エニックス）が開発し、同社がDOGブランドで1987年7月24日に発売したディスクシステム用ロールプレイングゲーム。グラフィック担当は時田貴司。サウンド担当は植松伸夫。

## 概要
敵を倒して経験値を蓄えてレベルアップするRPGの要素と、謎解きが中心のアドベンチャーゲームの要素を組み合わせたゲーム。ゲームスタイルそのものはアドベンチャーゲームであり、様々なコマンドを駆使して謎を解く。しかし街 / 砂の塔 / 神殿の3か所はコマンドを選ぶ度に敵が現れる可能性がある。

## ゲーム内容

### システム
ゲームは街からスタートする。すぐに敵が現れるが、序盤は武器を持っていないので攻撃する事が出来ない。レベルは最大で12までで、一定の経験値を貯めて宿屋に止まるとレベルアップする。だが、経験値を65535まで貯めて宿屋に泊まるとレベル13になり、HPが大幅にアップする。
戦闘は「たたかう」「もちものをつかう」「にげる」の中からコマンドを選ぶ形式。敵にダメージを与えても具体的な数字は出ず、「かなりのダメージをあたえたぞ!」等という文章で伝えられる。

### コマンド一覧
通常時
| No. | コマンド名     | 解説                                               |
| --- | -------------- | -------------------------------------------------- |
| 1   | すすむ         | 前方へ移動するためのコマンド。                     |
| 2   | みる           | 周辺を調べるためのコマンド。                       |
| 3   | もちものみる   | 所持品を確認するためのコマンド。                   |
| 4   | ロード・セーブ | データのロードもしくはセーブを行うためのコマンド。 |
| 5   | ステータス     | 主人公のステータスを確認するためのコマンド。       |

戦闘時
| No. | コマンド名     | 解説                             |
| --- | -------------- | -------------------------------- |
| 1   | たたかう       | 敵に攻撃するためのコマンド。     |
| 2   | もちものつかう | 所持品を使用するためのコマンド。 |
| 3   | にげる         | 戦闘を回避するためのコマンド。   |

## 設定

### ストーリー
主人公の草野大介は夏休みを利用して、考古学者の父がいるエジプトにやって来た。父はクレオパトラ時代の首都だったアレクサンドリアで発掘調査をしていたが、遂に財宝のありかを示す古文書を見つけた。しかしそこは悪霊カラドを封印した地であり、父はカラドに取り憑かれて消えてしまう。父を助けるには、秘宝イシスの涙を見つけ女神イシスの化身であるクレオパトラを蘇らせるしかない。父を助ける為、大介の過酷な冒険が始まった。

### 舞台
- スフィンクス
- 女神の神殿
- 湖
- セベクの神殿
- 砂の塔
- 地下神殿

## 登場人物
草野大介
主人公。ゲームは彼の視点で進行する。
大介の父
考古学者。カラドに取り憑かれ、何処かへ連れ去られてしまう。
悪霊カラド
かつてエジプトの地を支配しようとした伝説の悪霊。封印を解かれた事により復活したが、自らは姿を表さず、カラドの使いを放ち大介を監視させる。
カラドの使い
このゲームのラスボス。カラドの忠実な下僕で、ある人物に化けて大介を利用し、イシスの涙を手に入れようとする。
ムハンマド
武器屋の主人。なぜか上半身が裸。
おねえさん
土産屋の店主で明るい女性。砂の塔にある首飾りを求めている。
老人
道具屋の主人。スフィンクスの秘密を教えてくれる。
クレオパトラ
このゲームでは、女神イシスの化身として登場。ラストダンジョンで女神像にされて封印されている。

## スタッフ
- グラフィック：中田浩美、伊藤博美、たなかりょうこ、みうらまさあき、時田貴司、HOSHINO2（星野雅紀）
- プログラム：SUMI、T.IMAI
- ディレクター：田中弘道
- サウンド：植松伸夫
- シナリオ：雪ノ浦美樹、HOSHINO1（ほしののぶゆき）
- サンクス：K.HITOMI、YAMAMOTO

## 評価
- ゲーム誌『ファミコン通信』のクロスレビューでは、6・6・8・6の合計26点（満40点）となっている[5][2]。レビュアーの意見としては、「画面切り替えが遅く、しかも敵が出てきて邪魔するから、うっとうしいほどゲーム進行が遅い」などと評されている[5]。
- ゲーム誌『ファミリーコンピュータMagazine』の読者投票による「ゲーム通信簿」での評価は以下の通りとなっており、17.11点（満25点）となっている[3]。また、同雑誌1991年5月24日号特別付録の「ファミコンディスクカード オールカタログ」では、「グラフィックが美しいこのゲームは思わず見とれてしまうほどだ。難易度はそれほど高くなく、誰もが解けるようになっている」、「このゲームでは、戦闘シーンがウリである。というのは、すべての敵キャラたちがアニメーションで動くということだ」と紹介されている[3]。

| 項目 | キャラクタ | 音楽 | 操作性 | 熱中度 | お買得度 | オリジナリティ | 総合  |
| 得点 | 3.74       | 3.34 | 3.28   | 3.49   | -        | 3.26           | 17.11 |

- ゲーム誌『ユーゲー』では、「美麗なグラフィックとアニメーションする戦闘シーンが目新しかったが、エジプトを舞台とした世界観や謎解きの難易度などが程よく心地よいだけに、戦闘システムの稚拙さだけがとにかく目立つ」、「『太陽の神殿』に対抗したような感が見受けられるが、作り込みの度合いや容量の問題などを総合すると、やや力不足という感が否めない」と評している[4]。